# 1-я армия (Османская империя)
1-я армия (тур. 1. Ordu) — воинское формирование армии Османской империи.

## Состав
- 1-й корпус (базировался в окрестностях города Стамбул)
- 2-й корпус (базировался в окрестностях города Эдирне), 11 ноября 1914 года был передан в 5-ю армию (1-я и 5-я армия находились под единым командованием)
- 3-й корпус (базировался в окрестностях города Текирдаг)
- 4-й корпус (базировался в окрестностях города Бандырма, 3-4 ноября 1914 года был переведён в Измир)

## Командующие армией
- Мюшир Хасан Риза-паша (6 сентября 1843 — 3 февраля 1847)
- Мюшир Мютерджим Мехмед Рюшди-паша (3 февраля 1847 — март 1849)
- Мюшир Топчубашизаде Махмуд-паша (март 1849 — 7 августа 1852)
- Мюшир Энесте Хасеки Мехмед Селим-паша (8 августа 1852 — 15 мая 1853)
- Мюшир Дарбхор Мехмед Решид-паша (сентябрь 1854 — май 1855)
- Мюшир Энесте Хасеки Мехмед Селим-паша (май 1855 — ноябрь 1856)
- Мюшир Мехмет Вассыф-паша (ноябрь 1856 — 4 сентября 1857,  — 1860)
- Мюшир Мехмед Намык-паша (июль 1860 — сентябрь 1861)
- Мюшир Кечеджизаде Мехмед Эмин Фуад-паша (сентябрь 1861 — июнь 1863)
- Мюшир Хусейн Авни-паша (июнь 1863 — 20 декабря 1865)
- Мюшир Абдулкерим Надир-паша (20 декабря 1865 — 3 июня 1868)
- Мюшир Омер Лютфи-паша (4 июня 1868 — 3 декабря 1869)
- Мюшир Истанбуллу Мехмед Иззет-паша (4 декабря 1869 — 27 августа 1870)
- Мюшир Ахмед Эсад-паша (27 августа 1870 — 1 сентября 1871)
- Шехзаде Юсуф Иззеддин-эфенди (1 сентября 1871 — январь 1873)
- Мюшир Истанбуллу Мехмед Иззет-паша (январь 1873 — февраль 1873)
- Мюшир Мехмед Редиф-паша (февраль 1873 — июнь 1876)
- Мюшир Дервиш Ибрагим-паша (июнь 1876 — июнь 1877)
- Ферик Хусейн Хюсню-паша (июнь 1877 — март 1878)
- Мюшир Осман Нури-паша (март 1878 — 12 июля 1880)
- Мюшир Исмаил Хакки-паша (12 июля 1880 — 1881)
- Мюшир Мехмед Рауф-паша (1881 — 1908)
- Ферик Омер Явер-паша (24 августа 1909 — 3 июня 1910)
- Ферик Зеки-паша (4 июня 1910 — 1 марта 1911)
- Мирлива Махмуд Шевкет-паша (2 марта 1911 — 30 августа 1912)
- Мюшир Колемен Абдулла-паша (31 августа 1912 — 1913)
- Мюшир Отто Лиман фон Сандерс (3 августа 1914 — 2 апреля 1915)
- Мюшир Кольмар фон дер Гольц (2 апреля 1915 — 5 октября 1915)
- Мирлива Мехмет Эсат-паша (12 октября 1915 — 17 февраля 1918)